# Cattivissimo me 4
Cattivissimo me 4 (Despicable Me 4) è un film d'animazione del 2024 diretto da Chris Renaud e Patrick Delage.
Il film è il sesto lungometraggio del franchise di Cattivissimo me ed il sequel di Cattivissimo me 3 (2017).

## Trama
Un anno dopo gli eventi di Cattivissimo me 3, l'agente della Lega Anti-Cattivi (in inglese Anti-Villain League - AVL) Gru partecipa a una riunione nella sua vecchia scuola, il Lycée Pas Bon. Lì, si riunisce con il suo rivale Maxime Le Mal, che nutre rancore nei confronti di Gru per avergli rubato il suo spettacolo di talent show quando erano a scuola. Maxime rivela di essersi potenziato con parti di scarafaggio per poter conquistare il mondo, ma Gru lo arresta con l'aiuto dell'AVL. Maxime fugge dal carcere AVL il giorno successivo con l'aiuto della sua partner Valentina e rivela un'invenzione che trasforma le persone in ibridi uomo-scarafaggio, che ha intenzione di utilizzare specificamente sul figlio neonato di Gru, Gru Jr.
Silas Caprachiappa esce dalla pensione e visita la casa Gru per informarli della fuga di Maxime; e che l'AVL dovrà trasferirli in una casa in un'altra città chiamata Mayflower fino a quando Maxime non verrà ricatturato. Assumendo nuovi nomi e identità come parte di un programma di protezione dei testimoni, Gru diventa Chet, un venditore di pannelli solari, e Lucy diventa Blanche e le viene data una carriera da parrucchiera. Ad eccezione di tre Minions, Ron, Phil e Ralph che restano con Gru e famiglia, la maggior parte di loro vengono accolti dall'AVL, dove cinque dei quali; Mel, Tim, Gus, Jerry e Dave vengono potenziati con poteri nell'ambito di un'iniziativa chiamata Mega Minions, che viene annullata dopo che il gruppo causa danni collaterali in una città.
Nella loro nuova e benestante cittadina residenziale, Gru e la sua famiglia incontrano i loro vicini, i Prescott. Gru però fatica a sembrare solare e normale, Lucy finisce per distruggere il salone dove lavora e i capelli di una cliente importante. La figlia adolescente dei Prescott, Poppy, un'aspirante criminale, riconosce Gru dalla sua precedente carriera di cattivo e minaccia di far saltare la sua copertura a meno che lui non la aiuti a mettere a segno una rapina per rubare la mascotte del Lycée Pas Bon, un tasso del miele di nome Lenny, in modo che possa iscriversi lì. Mentre Lucy rimane a casa con le ragazze, la coppia, con l'aiuto di Ron, Phil e Gru Jr., rapisce Lenny e fugge in un'auto volante. Ma l'anziana preside della scuola, Übelschlecht, identifica Gru dai filmati delle telecamere di sicurezza e contatta Maxime per informarlo di dove si trova, usando un localizzatore nel collare di Lenny.
Il giorno dopo, Gru e Lucy sono al country club locale con i genitori di Poppy, Perry e Patsy, mentre Poppy e Lenny sono al rifugio con Margo, Edith, Agnes e Gru Jr. Poppy nota la visita di Übelschlecht e se ne va rapidamente con Lenny, lasciando l'anziana a interrogare le ragazze su dove si trovi Gru. Quest'ultimo e Lucy, dopo una partita di tennis sabotata da Phil , si precipitano a casa dopo essere stati chiamati da Margo e combattono contro la preside. Lucy contatta anche l'AVL, che a sua volta chiama i Mega Minions, sparsi per il mondo per fermare Maxime. Nel caos, però, Gru Jr. esce di casa e viene notato da Maxime e Valentina, i quali, intanto, erano arrivati al rifugio e che lo rapiscono portandolo sulla loro nave a forma di scarafaggio. Gru decide di salvare suo figlio insieme a Poppy mentre Lucy e le ragazze rimangono indietro per occuparsi di Übelschlecht.
Poppy usa l'auto volante per aiutare Gru a salire sulla nave. Valentina cerca di impedirgli di entrare, ma la nave si schianta contro un edificio in costruzione, dove Maxime rivela di aver trasformato e fatto il lavaggio del cervello a Gru Jr. in un ibrido scarafaggio, con grande orrore di Gru, e Maxime usa Gru Jr. per combatterlo. Gru viene messo fuori combattimento, ma le sue parole di incoraggiamento a suo figlio rompono Gru Jr. dal suo stato, e attacca invece Maxime. Maxime cade dall'edificio e viene schiacciato dai Mega Minions con l'aiuto di animali e insetti che li hanno seguiti. L'AVL e Silas arrivano a turno per arrestare ancora una volta Maxime e Valentina.
Tornando al rifugio e riunendosi con Lucy e le ragazze, Gru ringrazia Poppy per il suo aiuto prima di adottare Lenny come suo nuovo animale domestico. Gru e la sua famiglia tornano a casa, dove il dottor Nefario inverte la trasformazione di Gru Jr. e Agnes si riunisce con Fortunella, la sua capretta domestica, che aveva dovuto abbandonare una volta trasferitisi al rifugio. Poppy viene ammessa alla Lycée Pas Bon assieme ad altri sei aspiranti cattivi. Gru fa visita a Maxime (fatto tornare umano) in una prigione AVL per risolvere le loro divergenze. Per mostrare la loro riconciliazione, la coppia esegue Everybody Wants to Rule the World per i prigionieri, che includono molti degli avversari del passato di Gru come Vector, El Macho, Balthazar Bratt, Scarlett ed Herb Sterminator e i Malefici 6 e i Minions che sfondano i muri della prigione e l'AVL che guarda dalle telecamere.
Nella scena durante i titoli di coda, uno dei Minions, Ralph, che aveva seguito Gru nella casa sicura ed era rimasto per tutto il film chiuso in un distributore automatico, si accorge di essere rimasto solo, riesce a uscire, ma attiva per sbaglio la modalità Lockdown, sigillando la casa e portandola sottoterra.

## Produzione
Lo sviluppo di Cattivissimo me 4 è iniziato a settembre 2017. Il film è stato confermato ufficialmente nel febbraio 2022, col veterano regista del primo film di Cattivissimo me (2010) Chris Renaud, Patrick Delage e Mike White rispettivamente come regista, co-regista e sceneggiatore, e una data di uscita annunciata per luglio 2024. La produzione è iniziata a giugno 2022, con Steve Carell che ha iniziato la sua registrazione vocale dopo un "paio di sessioni". Nel gennaio 2024 è stato annunciato che Will Ferrell, Joey King, Sofia Vergara, Stephen Colbert, Chloe Fineman e Madison Polan si uniranno al cast vocale, con Ferrell, King, Vergara e Polan (che sostituisce Nev Scharrel) che daranno la voce rispettivamente a Maxime Le Mal, Poppy, Valentina e Agnes. È stato anche annunciato che il produttore esecutivo di Super Mario Bros. - Il film (2023), Brett Hoffman, e lo sceneggiatore di lunga data di Cattivissimo me e Illumination, Ken Daurio, sono stati aggiunti rispettivamente come co-produttore e co-sceneggiatore. Si tratta del primo film della saga principale non co-scritto da Cinco Paul.

### Colonna sonora
Nel marzo 2024, è stato annunciato che Heitor Pereira sarebbe tornato, come per i precedenti capitoli, a comporre la colonna sonora del film . È stato anche confermato che Pharrell Williams tornerà per co-comporre la colonna sonora con Pereira e per scrivere nuove canzoni.
L'8 maggio, Williams ha mostrato in anteprima un frammento di 30 secondi della sua canzone originale "Double Life" per il film sul suo canale YouTube. Il 14 giugno 2024, Williams ha pubblicato la canzone come primo singolo dalla colonna sonora di Cattivissimo Me 4. La colonna sonora originale è stata pubblicata il 27 giugno 2024 da Back Lot Music.

## Promozione
Il primo trailer in lingua italiana è stato diffuso il 28 gennaio 2024. Il secondo trailer in lingua italiana è uscito il 7 maggio 2024.

## Distribuzione
Il film è stato distribuito nelle sale in Australia il 20 giugno 2024, in Nordamerica il 3 luglio ed in Italia il 21 agosto, con anteprima nazionale il 7.

### Edizione italiana
La versione italiana del film, diretta da Marco Guadagno, vede la riconferma di Max Giusti, Carlo Cosolo, Nanni Baldini e Edoardo Stoppacciaro nei ruoli di Gru, Caprachiappa, Nefario e Vector. Carolina Benvenga interpreta Lucy Wilde, subentrando a Arisa, e Stefano Accorsi entra nel cast nel nuovo ruolo di Maxime Le Mal. Rossa Caputo, Veronica Benassi e Sara Tesei vengono sostituite da Marta Filippi, Giulietta Rebeggiani e Luna Tosti sui ruoli di Margo, Edith e Agnes.

## Accoglienza

### Incassi
Il film ha incassato 361004205 $ in Nordamerica e 611017205 $ nel resto del mondo, per un totale di 972021410 $, risultando il quarto incasso del 2024 ed il 17º film d'animazione con maggiori incassi nella storia del cinema. In Italia ha incassato 17699943 €.

### Critica
Il film è stato accolto tiepidamente dalla critica. Su Rotten Tomatoes il 55% delle 166 recensioni è positivo, con un voto medio di 5.6 su 10, il risultato più basso per un film del franchise finora. Su Metacritic il voto medio di 36 critici è di 52 su 100.